# Гайсборо
Ґайсборо (англ. Guysborough) — муніципальний район в Канаді, у провінції Нова Шотландія, центр однойменного графства.

## Населення
За даними перепису 2016 року, муніципальний район нараховував 4670 осіб, показавши скорочення на 6,5%, порівняно з 2011-м роком. Середня густина населення становила 2,2 осіб/км².
З офіційних мов обидвома одночасно володіли 175 жителів, тільки англійською — 4 425. Усього 70 осіб вважали рідною мовою не одну з офіційних, з них 5 — українську.
Працездатне населення становило 46,1% усього населення, рівень безробіття — 19,3% (24% серед чоловіків та 12,8% серед жінок). 85,3% осіб були найманими працівниками, а 12,6% — самозайнятими.
Середній дохід на особу становив $33 818 (медіана $25 088), при цьому для чоловіків — $40 471, а для жінок $27 340 (медіани — $32 693 та $20 456 відповідно).
22,5% мешканців мали закінчену шкільну освіту, не мали закінченої шкільної освіти — 34,7%, 42,8% мали післяшкільну освіту, з яких 16,8% мали диплом бакалавра, або вищий, 15 осіб мали вчений ступінь.
| Статево-вікова структура населення | Статево-вікова структура населення | Статево-вікова структура населення | Статево-вікова структура населення | Статево-вікова структура населення |
| ---------------------------------- | ---------------------------------- | ---------------------------------- | ---------------------------------- | ---------------------------------- |
|                                    |                                    |                                    |                                    |                                    |
| Всього                             | Всього                             | 49,6%50,4%                         |                                    |                                    |
| 0 — 14 років                       | 0 — 14 років                       |                                    | 10,5%                              | 10,5%                              |
| 15 — 64 років                      | 15 — 64 років                      |                                    | 57%                                | 57%                                |
| 65 і більше                        | 65 і більше                        |                                    | 32,5%                              | 32,5%                              |
| 85 і більше                        | 85 і більше                        |                                    | 3,3%                               | 3,3%                               |
| Середній вік (років)               | Середній вік (років)               | 50,452,4                           | 51,4                               | 51,4                               |
| Медіана (років)                    | Медіана (років)                    | 56,156,9                           | 56,5                               | 56,5                               |
| — чоловіки — жінки                 |                                    |                                    |                                    |                                    |

| Походження мешканців:     | Походження мешканців:     | Походження мешканців: | Походження мешканців: | Походження мешканців: |
| ------------------------- | ------------------------- | --------------------- | --------------------- | --------------------- |
| Походження                |                           |                       | осіб                  | %                     |
| Корінні американці        | Корінні американці        |                       | 485                   | 10.55%                |
| Інше північноамериканське | Інше північноамериканське |                       | 2 395                 | 52.12%                |
| Європейське               | Європейське               |                       | 3 005                 | 65.4%                 |
| британське                | британське                |                       | 2 465                 | 53.65%                |
| французьке                | французьке                |                       | 740                   | 16.1%                 |
| українське                | українське                |                       | 25                    | 0.54%                 |
| Африканське               | Африканське               |                       | 85                    | 1.85%                 |
| Азійське                  | Азійське                  |                       | 35                    | 0.76%                 |

| Зайнятість населення за галузями (за класифікацією NOC): | Зайнятість населення за галузями (за класифікацією NOC): | Зайнятість населення за галузями (за класифікацією NOC): | Зайнятість населення за галузями (за класифікацією NOC): | Зайнятість населення за галузями (за класифікацією NOC): |
| -------------------------------------------------------- | -------------------------------------------------------- | -------------------------------------------------------- | -------------------------------------------------------- | -------------------------------------------------------- |
|                                                          |                                                          |                                                          |                                                          |                                                          |
| Управління                                               | Управління                                               |                                                          | 5,5%                                                     | 5,5%                                                     |
| Бізнес, фінанси та адміністрування                       | Бізнес, фінанси та адміністрування                       |                                                          | 11,5%                                                    | 11,5%                                                    |
| Природничі та прикладні науки                            | Природничі та прикладні науки                            |                                                          | 3%                                                       | 3%                                                       |
| Охорона здоров'я                                         | Охорона здоров'я                                         |                                                          | 7,4%                                                     | 7,4%                                                     |
| Освіта, правозахист, муніципальні та урядові служби      | Освіта, правозахист, муніципальні та урядові служби      |                                                          | 7,9%                                                     | 7,9%                                                     |
| Мистецтво, культура, відпочинок та спорт                 | Мистецтво, культура, відпочинок та спорт                 |                                                          | 2,2%                                                     | 2,2%                                                     |
| Роздрібна торгівля та послуги                            | Роздрібна торгівля та послуги                            |                                                          | 14,5%                                                    | 14,5%                                                    |
| Гуртова торгівля, транспорт та обладнання                | Гуртова торгівля, транспорт та обладнання                |                                                          | 24,1%                                                    | 24,1%                                                    |
| Природні ресурси, сільське господарство                  | Природні ресурси, сільське господарство                  |                                                          | 17,8%                                                    | 17,8%                                                    |
| Виробництво                                              | Виробництво                                              |                                                          | 6%                                                       | 6%                                                       |

## Клімат
Середня річна температура становить 5,9°C, середня максимальна – 21,6°C, а середня мінімальна – -10,8°C. Середня річна кількість опадів – 1 696 мм.
| Клімат поселення                              | Клімат поселення | Клімат поселення | Клімат поселення | Клімат поселення | Клімат поселення | Клімат поселення | Клімат поселення | Клімат поселення | Клімат поселення | Клімат поселення | Клімат поселення | Клімат поселення | Клімат поселення |
| Показник                                      | Січ.             | Лют.             | Бер.             | Квіт.            | Трав.            | Черв.            | Лип.             | Серп.            | Вер.             | Жовт.            | Лист.            | Груд.            |                  |
| Середній максимум, °C                         | −0,86            | −1,66            | 2,08             | 7,02             | 12,24            | 16,90            | 20,14            | 21,59            | 17,97            | 12,91            | 8,19             | 2,37             |                  |
| Середня температура, °C                       | −5,43            | −6,23            | −2,48            | 2,48             | 7,68             | 12,32            | 16,66            | 18,10            | 14,49            | 9,43             | 4,70             | −1,11            |                  |
| Середній мінімум, °C                          | −10,02           | −10,79           | −7,03            | −2,13            | 3,08             | 7,76             | 13,18            | 14,62            | 11,00            | 5,95             | 1,21             | −4,59            |                  |
| Норма опадів, мм                              | 151              | 132              | 152              | 159              | 124              | 124              | 104              | 112              | 126              | 163              | 173              | 176              |                  |
| Середньомісячна швидкість вітру, м/с          | 5.99             | 5.71             | 5.70             | 5.20             | 5.00             | 4.76             | 4.48             | 4.40             | 4.90             | 5.58             | 5.93             | 6.25             |                  |
| Середньомісячна сонячна радіація, кДж/м²·день | 4760             | 7969             | 11840            | 14914            | 18192            | 20218            | 19965            | 17589            | 13348            | 8381             | 4859             | 3636             |                  |
| --------------------------------------------- | ---------------- | ---------------- | ---------------- | ---------------- | ---------------- | ---------------- | ---------------- | ---------------- | ---------------- | ---------------- | ---------------- | ---------------- | ---------------- |
| Джерело:                                      |                  |                  |                  |                  |                  |                  |                  |                  |                  |                  |                  |                  |                  |